# Paul Michael Boyle
Paul Michael Boyle CP (* 28. Mai 1926 in Detroit, Michigan, USA; † 10. Januar 2008 in Louisville, Kentucky) war ein US-amerikanischer römisch-katholischer Bischof von Mandeville und ehemaliger Generalsuperior der Passionisten.

## Leben
Paul Michael Boyle legte 1946 seine Ewige Profess bei der Ordensgemeinschaft der Passionisten in deren Westprovinz in den USA ab. Am 30. Mai 1953 empfing er die Priesterweihe in Louisville, Kentucky. An der katholischen University of St. Thomas (UST) in St. Paul, Minnesota machte er 1955 seinen Abschluss in Theologie, an der Päpstlichen Lateranuniversität in Rom graduierte er 1957 in Kanonischem Recht.
Von 1964 bis 1965 war er Präsident der Gesellschaft für Kanonisches Recht in Amerika (Canon Law Society of America, CLSA), von 1965 bis 1968 deren geschäftsführender Direktor. 1968 wurde er zum Provinzial der Passionisten in Chicago gewählt. Von 1969 bis 1974 war Boyle Präsident der Conference of Major Superiors (CMSM), der Ordensoberenkonferenz in den USA sowie von 1974 bis 1976 Präsident der „Stewardship Services Inc.“, einem Unternehmen der CMSM zur finanziellen Unterstützung von religiösen Organisationen. 1976 war er Gründungspräsident eines Investment-Trusts für religiöse Organisationen. Von 1976 bis 1988 war er Generalsuperior der Passionisten.
Am 15. April 1991 wurde er von Papst Johannes Paul II. zum Titularbischof von Canapium und zum Apostolischen Vikar in Mandeville in Jamaika ernannt. Die Bischofsweihe spendete ihm der Erzbischof von Kingston in Jamaika, Samuel Emmanuel Carter am 9. Juni 1991; Mitkonsekratoren waren Edgerton Roland Clarke, Bischof von Montego Bay, und Norbert Mary Leonard James Dorsey, Bischof von Orlando. Mit der offiziellen Gründung des Bistums Mandeville am 21. November 1997 erfolgte die Ernennung zum ersten Bischof des Bistums. Boyle engagierte sich in der AEC (Antilles Episcopal Conference), der Bischofskonferenz der Westindischen Inseln (Karibik).
Boyle war Gründer der Missionsgesellschaft von Mandeville.
Am 6. Juli 2004 nahm Papst Johannes Paul II. das altersbedingte Rücktrittsgesuch von Paul Michael Boyle an. Danach kehrte er in sein Heimatland zurück und lebte im Kloster der Passionisten in Louisville.